# Nikon FM3A
Nikon FM3A — малоформатный однообъективный зеркальный фотоаппарат, выпускавшийся небольшими тиражами в Японии корпорацией Nikon с 2001 до 2006 года. Камера стала последней механической моделью Nikon и завершает «компактную линейку F», пользовавшуюся популярностью более четверти века. Nikon FM3A считается усовершенствованной версией механической камеры Nikon FM2, служившей «запасной» для профессиональных фотографов после появления ультрасовременных автоматизированных фотоаппаратов, неработоспособных без элементов питания. Главными усовершенствованиями по сравнению с FM2 стали появление автоматического режима приоритета диафрагмы и автоматики вспышки по технологии TTL OTF. При этом гибридный затвор сохраняет работоспособность во всём диапазоне выдержек без батарей.

## Особенности конструкции
Как и все остальные камеры «компактной» линейки, Nikon FM3A обладает следующими ключевыми особенностями:
- Несъёмная пентапризма, отображающая 93% площади кадра;
- Встроенный сопряжённый TTL-экспонометр, обеспечивающий центровзвешенный замер при полностью открытой диафрагме (англ. Full Aperture Metering);
- Сменные фокусировочные экраны. В отличие от профессиональных экранов, представляющих собой стеклянную плоско-выпуклую коллективную линзу в металлической рамке, плоская линза Френеля «компактного» семейства изготовлена из акрилата и не имеет оправы;
- Система ADR (англ. Aperture Direct Readout) оптического отображения установленной диафрагмы в поле зрения видоискателя;
- Репетир диафрагмы;
- Механический автоспуск, осуществляющий подъём зеркала в начале работы;
- Механизм многократной экспозиции;
- Возможность использования приставного электропривода. Для всей линейки выпускался мотор MD-12 с частотой съёмки 3,2 кадра в секунду, не поддерживающий обратную перемотку;
- Сменная задняя крышка, вместо которой возможно использование датирующей крышки MF-16 от предыдущих моделей;

В отличие от профессиональных моделей, оснащаемых функцией предварительного подъёма зеркала, «компактная» серия не имела аналогичного механизма, частично ограничивая совместимость со старыми объективами Nikkor с коротким задним отрезком. Однако, влияние вибраций от зеркала можно было исключить, используя автоспуск, который поднимал его в начале своего рабочего хода. 
Ещё одним отличием от профессиональных моделей было наличие «горячего башмака» стандарта ISO 518, позволяющего использовать любые фотовспышки, в том числе сторонних производителей. Полностью совместимы все системные вспышки Nikon Speedlight, в том числе для автофокусных плёночных камер, поддерживающих измерение отражённого от плёнки света.
Как и все модели компактного семейства, Nikon FM3A выпускался в двух исполнениях: «хромированном» и чёрном. В первом случае бронзовые верхний и нижний щитки, а также передняя крышка шахты зеркала покрывались матовой краской серебристого цвета. Чёрная версия, окрашенная эмалью чёрного цвета, традиционно стоила незначительно дороже.
Новинкой стала поддержка DX-кодирования типа фотоматериала, которой не было в предыдущих моделях семейства.

## Устройство

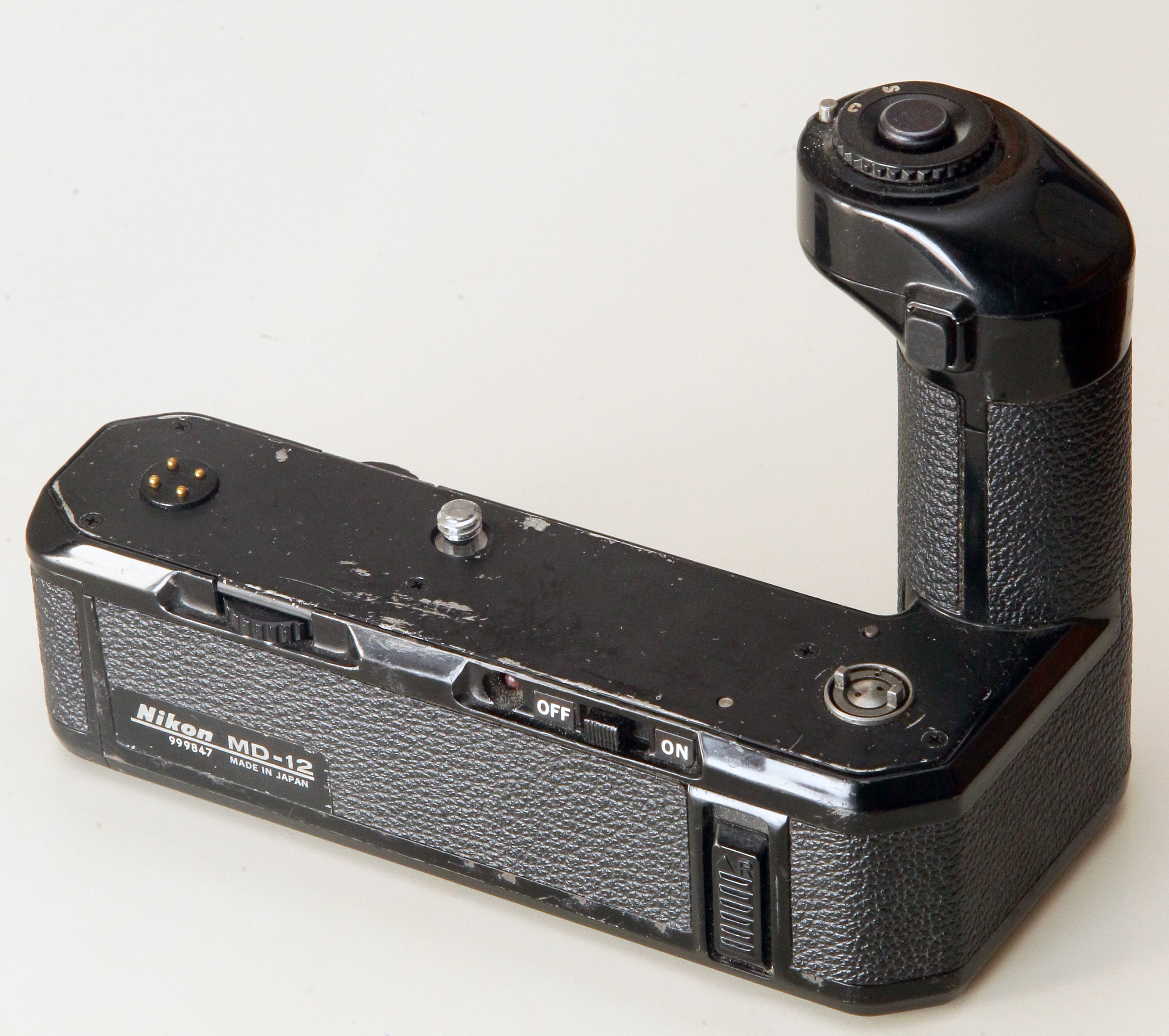
Приставной электропривод MD12 для «компактного» семейства Nikon FM/FE/FA совместим также с FM3A

Камера Nikon FM3A сохранила все достоинства своего прототипа FM2, такие как качество сборки и способность работать в самых тяжелых условиях, в том числе без элементов питания, в качестве которых использовались две миниатюрные щелочные батарейки LR44. Механизмы собраны в очень прочном корпусе, изготовленном из медно-силуминового сплава, устойчивого к коррозии. Качественная микроэлектроника на гибкой печатной плате надёжно защищена от внешнего воздействия. Механизмы взвода затвора и транспортировки плёнки собраны из усиленных металлических деталей с использованием шарикоподшипников. Шторки затвора из специального алюминиевого сплава не требуют смазки, что делает фотоаппарат морозоустойчивым. Наряду с такой особенностью ламельного затвора, как высокая равномерность экспонирования кадра на коротких выдержках при низких температурах, эти качества делают камеру пригодной для съёмки в условиях, когда многие другие типы аппаратуры неработоспособны. Рамка зеркала большого размера, исключающего виньетирование любых объективов, выполнена из титана.
Гибридный затвор в режиме приоритета диафрагмы бесступенчато отрабатывает выдержки в диапазоне от 1/4000 до 8 секунд с синхронизацией электронной вспышки на 1/250 секунды. Возможна ручная установка выдержек от 1/4000 до 1 секунды, которые отрабатываются во всём диапазоне даже при отсутствии питания. Такое сочетание энергонезависимости и доступности автоматизации уникально и до сих пор встречалось только в профессиональных Canon New F-1 и Pentax LX. Другие затворы с электромеханическим управлением, без батарей отрабатывают единственную «аварийную» выдержку или вообще неработоспособны. Универсальность потребовала установки двух систем управления выдержками, дублирующих друг друга. Двухстрелочная система индикации отображает в поле зрения видоискателя установленную выдержку затвора и выдержку, рекомендованную экспонометром камеры. В автоматическом режиме одна из стрелок отображает текущую выдержку, тогда как вторая работает в качестве указателя автоматического режима. Система, впервые использованная в фотоаппарате Nikkormat EL, практически без изменений перенесена в новую камеру.
Такая дорогостоящая и консервативная конструкция не предназначена для потребительского рынка, а нацелена на профессиональных фотографов, нуждающихся в надёжной механической камере после прекращения производства моделей FM2 и FE2. Но появление FM3A совпало по времени с цифровой революцией в фотографии, сделавшей большую часть рынка плёночной фототехники устаревшей. Несмотря на это, модель пользуется устойчивым спросом до сих пор, и её цена на вторичном рынке существенно повысилась после объявления о прекращении производства в январе 2006 года.

## Совместимость с объективами
Камера совместима со всеми объективами Nikkor, соответствующими спецификациям AI и AI-S байонета F, а также с аналогичной оптикой сторонних производителей, в том числе украинского завода «Арсенал». Объективы более раннего выпуска (до 1977 года) без переделки не могут быть установлены на байонет фотоаппарата из-за опасности повреждения поводка передачи значения диафрагмы в экспонометр. То же относится к сверхширокоугольным объективам, требующим предварительного подъёма зеркала.
Специально для этой модели выпущен объектив Nikkor 45/2,8P в оригинальном оформлении. Объектив представляет собой усовершенствованную версию GN Nikkor 45/2,8 (англ. Guide Number Nikkor), выпущенного в 1969 году для упрощения съёмки с неавтоматическими вспышками при помощи механической связи колец диафрагмы и фокусировки. Новый объектив выполнен по той же схеме «Тессар», и отличается сочетанием «классического» неавтофокусного дизайна и встроенного микропроцессора. На хвостовике имеется контактная группа, не используемая с фотоаппаратом Nikon FM3A, но совместимая с современными автофокусными камерами Nikon (спецификация AI-P, что отражено буквой «P» в названии). Механизм установки ведущего числа отсутствует в связи с прекращением производства неавтоматических вспышек. Несмотря на это, «блинчик» 45/2,8P сразу же стал популярным среди коллекционеров, потому что считается последним объективом Nikkor с ручной фокусировкой. Выпускались два варианта объектива для комплектации чёрных и «хромированных» корпусов с соответствующей отделкой и цветом бленды оригинальной конструкции. Всего выпущено 25 000 таких объективов в «хромированном» исполнении, и 12 000 в чёрном.